# 第13次長期滞在

ライターが加わる以前の徽章

第13次長期滞在（だい13じちょうきたいざい、Expedition 13）は、2006年3月30日2時30分UTCに打ち上げられた国際宇宙ステーションへの13回目の長期滞在である。ソユーズTMA-8が用いられ、緊急脱出用にISSに留まった。
宇宙飛行士のマルコス・ポンテスは第13次長期滞在の乗組員とともにソユーズTMA-8で打ち上げられて、宇宙を訪れた最初のブラジル人となり、9日後、第12次長期滞在の乗組員とともにソユーズTMA-7で地球に帰還した。
欧州宇宙機関のトーマス・ライターは、2006年7月から第13次長期滞在に加わった。ライターは2006年7月4日にSTS-121で打上げられ、公式には7月6日19時13分UTCから欧州で初めてのISS長期滞在乗組員となった。
ライターの到着によって、ISSは2003年5月以来の3人体制となったが、2003年2月1日のコロンビア号空中分解事故の後、再び2人体制となった。

## 乗組員
| 職務                | 第1期 (2006年3月-7月)                             | 第2期 (2006年7月-9月)                             |
| ------------------- | ------------------------------------------------- | ------------------------------------------------- |
| 船長                | パーヴェル・ヴィノグラードフ, RSA （2度目の飛行） | パーヴェル・ヴィノグラードフ, RSA （2度目の飛行） |
| フライトエンジニア1 | ジェフリー・ウィリアムズ, NASA （2度目の飛行）    | ジェフリー・ウィリアムズ, NASA （2度目の飛行）    |
| フライトエンジニア2 |                                                   | トーマス・ライター, ESA （2度目の飛行）           |

### バックアップ
- マイケル・フィンク　船長、NASA
- フョードル・ユールチキン　フライトエンジニア1、RSA
- レオポルド・アイハーツ　フライトエンジニア2、ESA

## ミッションのマイルストーン
- ドッキング：2006年4月1日04:19 UTC
- 宇宙遊泳1：2006年6月1日-2日
- 宇宙遊泳2：2006年8月3日
- ドッキング解除：2006年9月28日17:53 EDT